# Саргаз
Саргаз (дари سرگز) — кишлак на северо-востоке Афганистана, в вилаяте (провинции) Бадахшан. Входит в состав района Вахан.

## Географическое положение
Саргаз расположен на северо-востоке Бадахшана, в высокогорной местности, на правом берегу реки Вахандарьи, вблизи места впадения в неё небольшой реки Памир, на расстоянии приблизительно 205 километров к востоку от города Файзабада, административного центра вилаята. Абсолютная высота — 3068 метров над уровнем моря. Ближайшие населённые пункты — кишлак Бабатанги (выше по течению Вахандарьи), кишлак Кипкут (ниже по течению Вахандарьи).

## Население
На 2003 год население составляло 100 человек (47 мужчин и 53 женщины). Дети в возрасте до 15 лет составляли 48 % от общего количества жителей кишлака. В национальном составе преобладают ваханцы.